# Varnentsi
Varnentsi (búlgar: Варненци) és un poble del municipi de Tútrakan a Bulgària que el 2020 tenia 271 habitants. Es deia Denizler (Денизлер) fins que el 1942 fou reanomenat en honor del 31è Regiment d'Infanteria de Varna per les seves gestes a la batalla de Tútrakan.